# Jerónimo Xavierre
Jerónimo Xavierre (Saragozza, 30 dicembre 1546 – Valladolid, 8 settembre 1608) è stato un cardinale spagnolo.
Fu nominato cardinale della Chiesa cattolica da papa Paolo V.

## Biografia
Nacque a Saragozza il 30 dicembre 1546.
Teologo e sacerdote dell'Ordine dei frati predicatori, nel 1601 fu eletto maestro generale del suo ordine, grazie all'influenza, nel capitolo di Roma, del servo di Dio Marco Maffei. Mantenne la carica fino a quando fu elevato al rango cardinale da papa Paolo V  durante il concistoro del 10 dicembre 1607. Fu confessore di Filippo III di Spagna e membro del Reale Consiglio di Stato.
Morì l'8 settembre 1608 all'età di 61 anni.